# Donal Creed
Donal John Creed (ur. 7 września 1924 w Cork zm. 23 listopada 2017 w Macroom) – irlandzki polityk i samorządowiec, Teachta Dála i poseł do Parlamentu Europejskiego.

## Życiorys
Syn Micka, radnego hrabstwa Cork. Działał w Fine Gael. Zasiadał w radzie hrabstwa Cork, od 1978 do 1979 jako przewodniczący. W wyborach uzupełniających w 1965 po raz pierwszy kandydował do Dáil Éireann. Jesienią 1965 został po raz pierwszy wybrany do parlamentu, pozostał w nim nieprzerwanie do 1989. Od maja 1973 do czerwca 1977 oddelegowany do Parlamentu Europejskiego, zasiadał we frakcji Europejskiej Partii Ludowej. Pełnił funkcję ministra stanu ds. zdrowia (czerwiec–listopad 1981), środowiska (listopad 1981–styczeń 1982) oraz edukacji (listopad 1982–listopad 1986). Od 1987 do 1989 kierował frakcją parlamentarną Fine Gael, następnie odszedł z polityki i zajął się drobnym rolnictwem.
Był żonaty z Madeleine, mieli czworo dzieci, w tym polityka Michaela Creeda.